# برنيس مورغان
برنيس مورغان (بالإنجليزية: Bernice Morgan)‏‏ (8 فبراير 1935 في سانت جونز - ) روائية، وكاتِبة من كندا.